# (5828) 1991 AM
(5828) 1991 AM es un asteroide que forma parte de los asteroides Apolo descubierto el 14 de enero de 1991 por el equipo del Spacewatch desde el Observatorio Nacional de Kitt Peak, Arizona, Estados Unidos.

## Designación y nombre
Designado provisionalmente como 1991 AM.

## Características orbitales
1991 AM está situado a una distancia media del Sol de 1,697 ua, pudiendo alejarse hasta 2,878 ua y acercarse hasta ,5175 ua. Su excentricidad es 0,695 y la inclinación orbital 30,12 grados. Emplea 808,068 días en completar una órbita alrededor del Sol.

## Características físicas
La magnitud absoluta de 1991 AM es 16. Tiene 1,457 km de diámetro y su albedo se estima en 0,331. Está asignado al tipo espectral Q según la clasificación SMASSII.